# چیندو ایکنه
چیندو ایکنه (انگلیسی: Chinedu Ekene؛ زادهٔ ۱۵ ژانویهٔ ۲۰۰۱) بازیکن فوتبال اهل آلمان است.
وی همچنین در تیم‌های ملی فوتبال جوانان آلمان بازی کرده‌است.